# Southport (Nowy Jork)
Southport – miasto w Stanach Zjednoczonych, w stanie Nowy Jork, w hrabstwie Chemung.